# Яни Костадинов
Иван (Яни) Костадинов Грудев е български учител и революционер, деец на Вътрешната македоно-одринска революционна организация.

## Биография
Костадинов е роден на 25 май 1872 година в Долно Суванли, Ортакьойско, в Османската империя, днес в България. Завършва в 1895 година със седмия випуск педагогическите курсове на Солунската българска мъжка гимназия и в периода 1897 – 1898 година следва два семестъра педагогика в Софийския университет „Климент Охридски“. Работи като учител в Свиленград, Кавадарци, Дедеагач, Одрин и други. Костадинов започва да преподдава в Дедеагач в 1902 – 1903 година. Яни Костадинов е главен учител и ръководител на околийския комитет на ВМОРО в Дедеагач през 1905 – 1906 година.